# Endotiapepsin
Endotiapepsin (EC 3.4.23.22,  aspartinska proteinaza,  kiselinska proteinaza,  kiselinska proteinaza, Endothia parasitica aspartinsk proteinaza) je enzim. Ovaj enzim katalizuje sledeću hemijsku reakciju
Hidroliza proteina sa specifičnošću sličnom pepsinu A. Postoji preferencija za hidrofobne ostatake u P1 i P1'. Ne dolazi do razlaganja  u B lancu insulina ili Z-Glu-Tyr. Dolazi do zgrušavanja mlaka
Ovaj enzim je prisutan u askomiceti Endothia parasitica.

## Literatura
- Nicholas C. Price; Lewis Stevens (1999). Fundamentals of Enzymology: The Cell and Molecular Biology of Catalytic Proteins (Third изд.). USA: Oxford University Press. ISBN 019850229X.
- Eric J. Toone (2006). Advances in Enzymology and Related Areas of Molecular Biology, Protein Evolution (Volume 75 изд.). Wiley-Interscience. ISBN 0471205036.
- Branden C; Tooze J. Introduction to Protein Structure. New York, NY: Garland Publishing. ISBN 0-8153-2305-0.
- Irwin H. Segel. Enzyme Kinetics: Behavior and Analysis of Rapid Equilibrium and Steady-State Enzyme Systems (Book 44 изд.). Wiley Classics Library. ISBN 0471303097.

## Spoljašnje veze
- Endothiapepsin на 